# Hydnocarpus
Hydnocarpus is een geslacht uit de familie Achariaceae. De soorten komen voor in (sub)tropisch Azië.

## Soorten
- Hydnocarpus alcalae C.DC.
- Hydnocarpus alpinus Wight
- Hydnocarpus annamensis Lescot & Sleumer ex Harwood & B.L.Webber
- Hydnocarpus annamicus H.L.Li
- Hydnocarpus anomalus (Merr.) Sleumer
- Hydnocarpus beccarianus Sleumer
- Hydnocarpus borneensis Sleumer
- Hydnocarpus calophyllus (Ridl.) Sleumer
- Hydnocarpus calvipetalus Craib
- Hydnocarpus castaneus Hook.f. & Thomson
- Hydnocarpus cauliflorus Merr.
- Hydnocarpus corymbosus Seem.
- Hydnocarpus crassifolius Sleumer
- Hydnocarpus cucurbitinus King
- Hydnocarpus curtisii King
- Hydnocarpus dawnensis C.E.Parkinson & C.E.C.Fisch.
- Hydnocarpus elmeri Merr.
- Hydnocarpus filipes Symington & Sleumer
- Hydnocarpus glaucescens Blume
- Hydnocarpus gracilis (Slooten) Sleumer
- Hydnocarpus hainanensis (Merr.) Sleumer
- Hydnocarpus heterophyllus Blume
- Hydnocarpus humei Ridl.
- Hydnocarpus ilicifolius King
- Hydnocarpus kunstleri (King) Warb.
- Hydnocarpus kurzii (King) Warb.
- Hydnocarpus longipedunculatus Robi, Sasidh. & Jose
- Hydnocarpus macrocarpus (Bedd.) Warb.
- Hydnocarpus merrillianus Sleumer
- Hydnocarpus nanus King
- Hydnocarpus octandrus Thwaites
- Hydnocarpus pendulus Manilal, T.Sabu & Sivar.
- Hydnocarpus pentandrus (Buch.-Ham.) Oken
- Hydnocarpus pinguis Sleumer
- Hydnocarpus polypetalus (Slooten) Sleumer
- Hydnocarpus saigonensis Pierre ex Gagnep.
- Hydnocarpus scortechinii King
- Hydnocarpus subfalcatus Merr.
- Hydnocarpus sumatranus (Miq.) Koord.
- Hydnocarpus tenuipetalus Sleumer
- Hydnocarpus venenatus Gaertn.
- Hydnocarpus verrucosus C.E.Parkinson & C.E.C.Fisch.
- Hydnocarpus woodii Merr.
- Hydnocarpus wrayi King
- Hydnocarpus yatesii Merr.